# Smrk (tvrz)
Smrk (též Šance) je zaniklá tvrz, která stávala asi jeden kilometr severně od stejnojmenné vesnice u Čisté v okrese Rakovník. Tvrziště se však nachází poblíž Čočkova rybníka v katastrálním území obce Drahouš přibližně dva kilometry jihovýchodně od loveckého zámečku Svatý Hubert. Od roku 1965 je chráněno jako kulturní památka.

## Historie
Tvrz existovala ve třináctém až patnáctém století. První písemná zmínka o vesnici pochází z roku 1275, kdy patřila vladykovi Sulislavovi. V roce 1428 zemřel další majitel, kterým byl Jan ze Šlovic a po něm se majiteli stali Bartoloměj a Kuneš ze Šlovic. Ještě roku 1454 se vesnice Smrk připomíná jako manství hradu Křivoklátu, ale již roku 1483 se uvádí jako pustá. Samotná tvrz byla zmíněna pouze roku 1555, kdy po ní zůstávalo pouze tvrziště.

## Stavební podoba
Tvrziště patří mezi objekty typu motte tvořené centrálním pahorkem obklopeném příkopem a vnějším valem. Celková šířka dosahuje padesáti metrů, samotný středový pahorek má průměr asi dvacet metrů. Okružní příkop je 2–2,5 metru hluboký. Na vnitřní straně valu se na dvou třetinách obvodu dochoval terénní stupeň, který je pravděpodobně pozůstatkem přístupové cesty, na kterou navazoval most v severovýchodní části tvrziště. Vedení cesty tímto způsobem umožňovalo obráncům účinně kontrolovat a bránit přístup do jádra tvrze. Nedochovaly se žádné stavby, ale předpokládá se, že hlavní stavbou na tvrzišti bývala čtverhranná dřevěná věž, která mohla stát na kamenné podezdívce.